# Bunte Ligustereule
Die Bunte Ligustereule (Polyphaenis sericata) ist ein Schmetterling (Nachtfalter) aus der Familie der Eulenfalter (Noctuidae).

## Merkmale

### Falter
Die Flügelspannweite der Falter beträgt 34 bis 42 Millimeter. Auffällig sind die bunt gefärbten Flügel. Auf den Vorderflügeln ist eine moosgrüne Überstäubung charakteristisch, die besonders bei frisch geschlüpften Individuen zum Ausdruck kommt, jedoch infolge fortschreitender Lebensdauer merklich verblasst. Die doppelten, weiß gefüllten Querlinien, die dunkel umrandeten Ring- und Nierenmakel, einfarbig schwärzliche Zapfenmakel sowie ein dunkles Feld nahe dem Innenwinkel sind weitere markante Zeichnungselemente. Die Hinterflügel sind kräftig orangegelb gefärbt und zeigen ein breites schwarzes Saumband und einen dunklen Mittelfleck.

### Raupe
Erwachsene Raupen sind meist bräunlich gefärbt. Der schwarze Rückenstreifen ist an den Segmenteinschnitten hell ausgefüllt.

### Ähnliche Arten
- Die Silbergraue Bandeule (Epilecta linogrisea) hat schmalere Vorderflügel mit  einigen silbergrauen und rötlichen Zeichnungselementen sowie ein etwas schmaleres schwarzes Saumband auf den gelben Hinterflügeln, denen außerdem ein Mittelfleck fehlt.
- Bei der Gelbflügel-Raseneule (Thalpophila matura) fehlen die grünlichen Zeichnungselemente auf den Vorderflügeln. Auch sind die Hinterflügel heller gelb gefärbt und besitzen keinen Mittelfleck.
- Polyphaenis propinqua kommt nur in Kleinasien vor, so dass es mit sericata keine geographischen Überlappungen gibt.
- Olivenebula subsericata ist deutlich größer und unterscheidet sich in erster Linie durch die leuchtend orangerot gefärbten Hinterflügel

## Verbreitung und Lebensraum
Die Art kommt in ganz Südeuropa verbreitet vor. Die Bunte Ligustereule bevorzugt Waldränder und Gebüsche mit starkem Liguster-Anteil (Ligustris vulgaris). Sie ist jedoch auch in Siedlungsgebieten anzutreffen, sofern dort Ligusterbewuchs vorhanden ist. 

## Lebensweise
Die Falter sind überwiegend nachtaktiv und erscheinen an künstlichen Lichtquellen und sehr gerne an Ködern. Gelegentlich saugen sie auch an den Blüten von Wiesen-Flockenblumen (Centaurea jacea) oder Schmetterlingsflieder (Buddleja davidii). Sie fliegen in einer Generation von Ende Juni bis Mitte August. Die Raupen ernähren sich überwiegend von den Blättern des Ligusters, seltener auch von Schlehdorn  (Prunus spinosa) sowie von Heckenkirschen- (Lonicera) oder Hartriegelarten (Cornus). Sie fressen nur nachts, überwintern und verpuppen sich im Mai des folgenden Jahres.

## Gefährdung
In Deutschland kommt die Bunte Ligustereule in Bayern, Baden-Württemberg und Rheinland-Pfalz vor und wird auf der Roten Liste gefährdeter Arten auf der Vorwarnliste geführt.